# Endothenia bira
Endothenia bira es una especie de polilla del género Endothenia, categorizada en la tribu Olethreutini, de la subfamilia Olethreutinae.

## Distribución
Se distribuye por Japón.

## Taxonomía
Fue descrita por Kawabe en 1976 y publicada en (Endothenia), Tinea 10: 43.